# 両国ピーターパン2010 〜夏休み ああ夏休み 夏休み〜
『両国ピーターパン2010〜夏休み ああ夏休み 夏休み〜』（りょうごくピーターパンにせんじゅう〜なつやすみ ああなつやすみ なつやすみ〜）は、日本のプロレス団体DDTプロレスリングによる、両国国技館で行われた興行である。

## 概要
- 2009年8月25日、初の両国国技館大会にて、今大会の開催が発表された。
- ダーク・マッチは国技館側との交渉を経て特例として国技館全域を使って行われた。そのため観客のほとんどが試合を追いきれないため、会場内のモニターにその模様が中継され、また会場と同じものがustream上で生配信された。
- 前年に引き続き中澤マイケルの肛門爆破がオープニングセレモニーとして行われた。火薬量は前年の倍使用し、田中秀和が司会を務め、起爆は蝶野正洋が行った。
- 当初は飯伏幸太vs丸藤正道の予定だったが、飯伏が負傷欠場のため、タッグパートナーのケニー・オメガが代役で対戦。6人タッグ3冠統一戦にはグレート小鹿が王座譲渡される形で急遽参戦となった。
- 全試合終了後、第3回興行を2011年7月24日に開催すると発表した。第3回興行の詳細については両国ピーターパン2011〜二度あることは三度ある〜を参照。

## 全試合結果
| ダーク・マッチ CMLL認定KO-Dタッグ選手権試合 両国国技館全域エニウェアマッチ 16時まで一本勝負 |                                           |                                                                            |
| 高木三四郎 ○澤宗紀 （第31代王者） | 16分30秒 お卍固め in the 力士専用バスタブ | 葛西純 神威● （挑戦者）                                                    |
| 第31代王者組が7度目の防衛に成功。 |                                           |                                                                            |
| オープニングマッチ 20分一本勝負 |                                           |                                                                            |
| 佐々木大輔 ○高尾蒼馬 平田一喜 | 11分21秒 ダイビング・ギロチンドロップ     | 美月凛音 入江茂弘 彰人●                                                    |
| 第二試合 UWA世界6人タッグ・自由が丘広小路会認定6人タッグ・日本海認定世界6人タッグ三冠統一選手権試合 トリプルスレット 60分一本勝負                                                                                              |                                           |                                                                            |
| グレート小鹿 ミスター6号 ○りほ （第3代日本海6人タッグ選手権保持者） | 12分2秒 くるくるりぼん                    | KUDO ヤス・ウラノ アントーニオ本多● （第5代自由が丘6人タッグ選手権保持者） |
| もう一組は、佐藤光留、石井慧介、ヨシヒコ、（第41代UWA6人タッグ選手権保持者） |                                           |                                                                            |
| 佐藤組がUWA世界6人タッグ初防衛に失敗、KUDO組が自由が丘広小路会認定6人タッグ初防衛に失敗、小鹿組が日本海認定世界6人タッグ初防衛に成功、同時に第42代UWA世界6人タッグ、第6代自由が丘広小路会認定6人タッグ王者組として認定される。 |                                           |                                                                            |
| 第三試合 次期KO-Dタッグ選手権挑戦者決定ガントレットタッグマッチ 各無制限一本勝負 |                                           |                                                                            |
| 『マッシブ・ブラザーズ』 マッスル坂井 ○ハチミツ二郎 | 5分31秒 アンクルホールド                  | 『城西国際コンビ』 松永智充● 鶴見五郎                                      |
| 『人間師弟コンビ』 大鷲透 ○安部行洋 | 2分5秒 片エビ固め                         | マッスル坂井● ハチミツ二郎                                                 |
| 『スーサイドボーイズ』 MIKAMI ○タノムサク鳥羽 | 5分14秒 ラ・マヒストラル                  | 大鷲透 安部行洋●                                                           |
| ○MIKAMI タノムサク鳥羽 | 10分37秒 ヴォルカニックボム               | 『ワイルド・蛇イルド』 ポイズン澤田JULIE● 中西学                           |
| MIKAMI＆鳥羽が次期KO-Dタッグ挑戦権を獲得。 |                                           |                                                                            |
| 第四試合 スペシャルシングルマッチ 60分一本勝負 |                                           |                                                                            |
| ○TAJIRI | 6分22秒 グリーンミスト⇒首固め             | ディック東郷●                                                              |
| 第五試合 一年契約戦争〜ノーD.Q.キャプテンフォール6人タッグデスマッチ 60分一本勝負 |                                           |                                                                            |
| 高木三四郎 澤宗紀 ○(C)中澤マイケル | 14分5秒 ファイアーバードスプラッシュ      | (C)ヤゴウ・アズナブル● MAホシタンゴ アナベル・タロー                       |
| 第六試合 スペシャルシングルマッチ 60分一本勝負 |                                           |                                                                            |
| ○丸藤正道 | 20分6秒 変形ブレーンバスター              | ケニー・オメガ●                                                            |
| セミファイナル 梅村パソコン塾スポンサードハンディキャップマッチ 60分一本勝負 |                                           |                                                                            |
| ○男色ディーノ | 14分3秒 膝十字固め                        | HG● RG                                                                     |
| メインイベント KO-D無差別級選手権試合 無制限一本勝負 |                                           |                                                                            |
| ●関本大介 （第31代王者） | 24分21秒 スワンダイブ式蒼魔刀             | HARASHIMA○ （挑戦者）                                                      |
| 第31代王者が5度目の防衛に失敗、HARASHIMAが第32代王者に認定される。 |                                           |                                                                            |